# دييغو غونزاليس فيغا
دييغو غونزاليس فيغا (بالإسبانية: Diego Armando González)‏ (8 مايو 1986 في تشيلي - ) هو مدرب كرة قدم ولاعب كرة قدم تشيلي في مركز الهجوم. لعب مع يونيون لا كاليرا.

## وصلات خارجية
- دييغو غونزاليس فيغا على موقع قاعدة بيانات كرة القدم.إي يو (الإنجليزية)
- دييغو غونزاليس فيغا على موقع Soccerway.com (الإنجليزية)